# ادموندسن، نیو ساوت ولز
ادموندسن (به انگلیسی: Edmondson Park) یک منطقهٔ مسکونی در استرالیا است که در نیو ساوت ولز واقع شده‌است.